# Toyota GR010 Hybrid
Toyota GR010 Hybrid är en sportvagnsprototyp, tillverkad av den japanska biltillverkaren Toyota sedan 2021.

## Toyota GR010 Hybrid
Toyota GR010 Hybrid är byggd enligt det nya reglementet för Le Mans Hypercar som införs från säsongen 2021. Bilen använder en sexcylindrig turbomotor, kombinerat med en elmotor på framaxeln. Hybridsystemet lagrar energin i litiumjonbatterier.

## Tekniska data
| Tekniska data               | Toyota TS050 Hybrid                                                   |
| --------------------------- | --------------------------------------------------------------------- |
| Motor:                      | 90° V6-motor med biturbo                                              |
| Cylindervolym:              | 3,5 l                                                                 |
| Max effekt:                 | 680 hk                                                                |
| Max vridmoment:             |                                                                       |
| Ventilstyrning:             | Dubbla överliggande kamaxlar per cylinderrad, 4 ventiler per cylinder |
| Hybridsystem:               | KERS, 200 kW                                                          |
| Växellåda:                  | 7-växlad sekventiell                                                  |
| Hjulupphängning fram & bak: | Dubbla tvärlänkar, torsionsfjädring, krängningshämmare                |
| Bromsar:                    | Keramiska skivbromsar                                                 |
| Chassi & kaross:            | Chassi i aluminium/komposit-honeycomb med kolfiberkaross              |
| Fälgar & däck:              | 13x18 med 31/71-18                                                    |
| L x B x H:                  | 490 x 200 x 115 cm                                                    |
| Torrvikt:                   | 1040 kg                                                               |